# Association nationale des premiers secours
Ne doit pas être confondu avec Association française des premiers secours.
 (janvier 2015).
L’association nationale des premiers secours (ANPS) est une association française loi de 1901 créée en 1936.
Cette fédération est agréée pour les missions de Sécurité Civile et pour l’enseignement du secourisme par le ministère de l'Intérieur.
L'ANPS est présente dans 63 départements français sous le nom d'Union départementale des premiers secours (UDPS).

## Missions
L'association a pour missions la formation aux gestes de premiers secours du grand public et des professionnels, la mise en place de dispositifs prévisionnels de secours (poste de secours lors d'événements d'envergure variable) et le soutien aux populations sinistrées.

## Formations
Cette fédération est agréée au niveau national pour la formation aux premiers secours par le ministère de l'Intérieur et habilitée par l'INRS pour le dispositif des sauveteurs secouristes du travail (SST) . Elle peut délivrer les formations PSC1 (formation grand public aux premiers secours), le SST (premiers secours en milieu professionnel), PSE1 et PSE2 (premiers secours en équipe), BNSSA (gestes et techniques de secours en milieux aquatiques) ; elle forme également des formateurs (monitorat) et des formateurs de formateurs (instructorat).

## Soutien aux populations sinistrées
À la demande des pouvoirs publics, l'association peut venir en aide lors de catastrophes et situations d’exception pour prendre en charge les sinistrés et la population mais également assister les pouvoirs publics dans leurs missions. 
Pour ce faire, elle dispose de l'agrément de sécurité civile de type B au niveau national et dans les départements de l'Ain, l'Aisne, Charente-Maritime, Drôme, Isère, Loire-Atlantique, Nièvre, Savoie, Haute-Savoie, Seine-et-Marne ainsi que la Guadeloupe.